# Birdland (The Yardbirds)
Birdland è un album in studio del gruppo rock britannico The Yardbirds, pubblicato nel 2003. 

## Il disco
Si tratta del primo album contenente materiale registrato in studio a distanza di 35 anni dal precedente.
Esso, in particolare, contiene sette brani nuovi e otto rifacimenti di canzoni già edite negli anni '60.
La canzone An Original Man (A Song for Keith) è dedicata a Keith Relf, morto nel 1976.

## Tracce
1. I'm Not Talking – 2:44
2. Crying Out for Love – 4:36
3. The Nazz Are Blue – 3:15
4. For Your Love – 3:20
5. Please Don't Tell Me 'Bout the News – 4:00
6. Train Kept A-Rollin' – 3:38
7. Mr. Saboteur – 4:55
8. Shapes of Things – 2:38
9. My Blind Life – 3:33
10. Over Under Sideways Down – 3:16
11. Mr. You're a Better Man Than I – 3:22
12. Mystery of Being – 4:08
13. Dream Within a Dream – 4:44
14. Happenings Ten Years Time Ago – 3:22
15. An Original Man (A Song for Keith) – 5:20

## Formazione
Gruppo
- Chris Dreja – chitarra
- Alan Glen – armonica
- John Idan – basso, voce
- Gypie Mayo – chitarra
- Jim McCarty – batteria, percussioni, voce

Altri musicisti
- Jeff Baxter – chitarra in The Nazz Are Blue
- Jeff Beck – chitarra in My Blind Life
- Steve Lukather – chitarra in Happenings Ten Years Time Ago
- Brian May – chitarra in You're a Better Man Than I
- Joe Satriani – chitarra in Train Kept A-Rollin'
- Slash – chitarra in Over Under Sideways Down
- Steve Vai – chitarra in Shapes of Things